# 平尾博嗣
平尾 博嗣（ひらお ひろし、本名：平尾 博司（読み同じ）、1975年12月31日 - ）は、埼玉県浦和市（現：さいたま市緑区）出身の元プロ野球選手（内野手）、元コーチ。右投右打。プロ入団時から2001年までと、コーチ時代は本名を登録名にしていた。

## 経歴

### プロ入り前
埼玉県立大宮東高等学校時代は通算68本塁打を放った。2年夏の県大会では1試合3本塁打の県内タイ記録、1993年春の第65回選抜高等学校野球大会ではトップバッターに起用され、初戦で先頭打者本塁打を放ちチームに勢いをつけ、またセンス溢れる走塁でチームの準優勝に貢献した。さらに春の県大会も制すると、関東大会では準決勝で矢野英司（横浜高）が9回まで無失点を続けるなかでサヨナラ本塁打を放ち、決勝戦でも本塁打を記録して優勝。
同年のドラフトで阪神タイガースから2位指名を受け、入団。超高校級の大型内野手との前評判を引っさげ、入団時に背番号2を与えられるなど、そのパンチ力や軽快な動きは非常に期待されていた。

### 阪神時代
1995年、プロ2年目から一軍出場機会を得て、初本塁打を記録した。
1996年、藤田平監督の下で積極起用されて76試合に出場した。シーズン後半にはベテランの和田豊を三塁に追いやり、二塁手の座を星野修と争った。打率.240、本塁打3本、打点10と、準レギュラーとしては悪くない数字を残した。
しかし、1997年に吉田義男監督が就任するとドラフト1位ルーキー今岡誠が優先されて起用され、平尾の伸び悩みもあって代打や守備固めでの起用が主となり、成績も下降線をたどった。
1999年に野村克也監督が就任したが、このシーズンは平尾の先発出場は二塁手で3試合とほとんど一軍出場できずに終わった。
翌2000年に今岡誠の不調でチャンスを掴み、開幕3試合目4月2日対横浜戦からほぼ二塁手レギュラーで起用された。ところが8月1日対中日戦を最後に故障離脱してしまい、そのまま復帰出来ずにシーズンを終了した。出場機会は62試合に増やしたが、打撃成績は打率.238、本塁打2本、打点12と完全なレギュラー獲得はならなかった。
元来ヘルニアの持病を持つなど怪我が多かったことから、期待通りの活躍が出来なかった。2001年途中、谷中真二とのトレードで地元西武ライオンズへ移籍。それと同時に知名度がアップしたが、阪神から西武へのトレードが発表された時、阪神から離れることになったため会見で涙を流していた。

### 西武時代

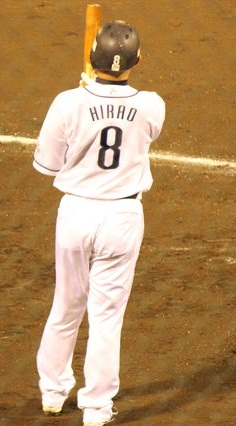
西武現役時代

移籍直後の6月20日、対大阪近鉄バファローズ戦でセカンドで起用された平尾はファウルフライを追いかけて内野とブルペンを隔てるフェンスに激突、右足脛骨と腓骨を骨折した。その後1年以上をリハビリに費やした。
2002年、キャンプイン直前に改名した。シーズン終盤にケガから復帰すると、打率.277の好成績を記録。スコット・マクレーンやトム・エバンスといった外国人からレギュラーを奪う活躍を見せた。日本シリーズでも3試合にスタメン出場した。
2003年は、高木浩之と二塁手のレギュラーを争い、代打や守備固めもこなした。内野の全ポジションと指名打者で出場し、打順も3・6・7・8・9番を打つなど多様な活躍でチームに貢献した。打率.285、自己最多の7本塁打を記録した。
2004年、中島裕之が遊撃手に定着したため遊撃手での出場はなかったが、三塁手として活躍し規定打席未満ながら自身初の3割を記録した。出塁率は4割を超えた。そしてリーグ優勝に貢献した。そして、中日ドラゴンズとの日本シリーズでは第7戦に平井正史からソロ本塁打を放ち、日本一に貢献した。
2005年、右ひじの故障で18試合の出場に留まり、放った安打はわずか10本に終わった。しかしシーズン最終試合で本塁打を記録した。
2006年、片岡易之が二塁手のレギュラーを獲得したため出場機会が減ったが、得点圏打率は通常の打率をはるかに超える.290をマークした。左投手に強く、左投手が先発したときには江藤智と共にスタメン出場するのが恒例となった。プレーオフ第一ステージで左投手のソフトバンクの和田毅が先発したときも二人揃って起用された。毎年のように故障で二軍落ちを経験していたが、このシーズンは年間を通じて一軍登録され、自己最多の出場機会を得た。
2007年は中村の不振や片岡のケガで出場機会が増える。ファームでは打率.387、長打率も6割を越えるなど力の差を見せつけたが、一軍に呼ばれることはなく、5年ぶりに公式戦の本塁打はゼロに終わった。11月23日に行われたファン感謝祭では「（二軍に落とされた）6月11日から今日のために準備していました!」と非常に興奮した様子で当日に賭ける想いを吐露していた。
2008年、中村の大ブレイクによりスタメン出場は限られたが、代打や守備要員として一軍に定着した。8月16日には代打サヨナラ本塁打を記録。得点圏打率も3割を越えた。日本シリーズでは第5戦にマーク・クルーンから本塁打を放つと、第6戦ではチームの全打点を挙げる活躍を見せ、第7戦で8回表に越智大祐から決勝のタイムリーヒットを放ち、最終的に本塁打2本を含む打率5割を超える活躍を挙げるなどチームの4年ぶりの日本一に貢献し、日本シリーズ優秀選手賞を獲得した。この年フリーエージェント資格を獲得したが、行使せず残留することとなった。
2009年、主に左投手先発時にスタメン起用されたが、県営大宮球場での対中日ドラゴンズ戦では、右投げの浅尾拓也から代打本塁打を放つなど、交流戦終了までにキャリア2位タイとなる5本塁打を記録するなど好調を維持したが、胃腸炎による体調不良で二軍落ち。昇格後も内野安打1本しか放つことが出来ず、打率2割という成績不振に陥った。二軍ではまずまずの成績だったものの、若手を起用するチーム方針から、シーズン終了までを二軍で過ごした。
2010年、シーズンに臨むにおいて、平尾自身は「ここ数年はベテランだからサポートすればいいと思っていて、そこに甘えていた部分も多少はあった。でも他球団に目を向けてみれば自分と同じ年齢の選手がレギュラーでバリバリ活躍している。そんな意味では自分ももっとやらなくてはいけないと思っている」という旨の発言をしている。西武移籍10年目となったシーズンは阿部真宏の加入もあり、開幕を二軍で迎えた。しかし、5月の楽天戦で復帰してからは代打で結果を出し、以降は左投手先発時に一塁手としてスタメン出場することが増えた。ホセ・フェルナンデスの復帰後は阿部との併用という限られた出場機会ながらコンスタントに活躍し一軍に定着。和田毅から逆転タイムリーを放つなど、サウスポーへの強さ・勝負強さも健在であり、最終的には57試合に出場し、打率.330、36安打、出塁率.398、得点圏打率.357というキャリアハイともいえる成績を残した。
2011年、オープン戦での負傷により開幕を二軍で迎えたが、復帰後は勝負所で代打の切り札として活躍した。しかしシーズン終盤は再三にわたる故障もあり、最終的には2割台前半の打率に終わった。それでもチーム3位タイの勝利打点5を記録するなど、ベテランならではの勝負強さを発揮した。
2012年は出場機会が激減し、10月1日、現役引退を表明。10月6日のレギュラーシーズン最終戦で行われた引退セレモニーでは、「ライオンズには素晴らしい監督がいます。素晴らしいコーチがいます。素晴らしい球団関係者、素晴らしいスタッフ、素晴らしい選手がいます。そんな素晴らしいチームは強いです。そして素晴らしいライオンズファンの皆さん、これからもライオンズをよろしくお願いします。」と締めくくった。10月30日に、同僚の大島裕行、阿部真宏と共に任意引退公示された。

### 引退後
2013年からは球団職員となり、地域事業担当として「ライオンズアカデミー」の業務をはじめ、地域貢献活動に携わるほか、埼玉県を放送対象地域とするテレビ局やラジオ局でレギュラー番組を持つなど、様々な形で活動を行った。
2019年からは埼玉西武ライオンズの二軍打撃兼内野守備・走塁コーチに就任。2017年に死去した森慎二一軍投手コーチの遺族の了承を得て、背番号89をつけることとなった。登録名は本名の「平尾博司」。2020年シーズンは二軍打撃コーチ専任となった。コーチとしての平尾は、指導の熱心さに定評があった。
2020年10月16日、西武の選手2名が私物の盗難被害に遭い、うち1名が球団に報告。球団の調査により平尾による窃取であることが判明した。平尾本人も窃取を認め、この日以降、自宅謹慎処分を受けた。11月1日、契約違反によって10月31日付でコーチ契約を解除されたことが球団より発表された。夕刊フジの取材によると窃取した物品はスニーカーで、平尾はそれを自分で履いて球団にやってきていたという。動機についてFRIDAYデジタルでは、新型コロナウイルス感染対策で外出自粛が求められていた中で自粛を徹底するために選手の靴を無断で没収したものだったと言及されている。
退団後の消息は明らかになっていなかったが、2022年9月10日に横浜市の「おそうじ屋プリっチェ店舗」で行われたイベントに騒動後初、公の場に登場した。

## 選手としての特徴・人物
右方向にも本塁打が打てる長打力を持ち、ベルト付近の高さの球に強い。
性格はとても明るく、西武移籍後もムードメーカー的な役割を担っている。週1回は欠かさず日焼けサロンに通っていることに加え、長めの茶髪でおちゃらけた姿から「チャラ尾」の愛称で親しまれた。しかし2011年からはトレードマークとなっていた茶色い長髪を剃り上げて坊主頭にしている。
サッカー好きで、本人も「野球を始めたのは学校にサッカー部がなかったから」と公言している。そのため、登場曲にサッカー関係のものを用いることが多い。また、球界きっての浦和レッドダイヤモンズサポーターとしても知られ、前述のフリーエージェント資格取得に関する記者会見の際には「せっかく取った権利なので浦和レッズに移籍することにしました」と発言し報道陣を笑わせた。また、春季キャンプ中に浦和のトレーニングシャツを着てインタビューを受けたこともある。
2011年5月に兵庫県出身で8歳年下の一般女性との結婚を発表。本来は開幕前に発表する予定だったが、同年3月11日に東日本大震災が発生した直後から、ユニフォーム姿で地元・大宮駅での義援金呼びかけを連日行うなど被災者の支援活動を優先していたために、発表するタイミングを逸していたからである。

## 詳細情報

### 年度別打撃成績
| 年 度      | 球 団      | 試 合 | 打 席 | 打 数 | 得 点 | 安 打 | 二 塁 打 | 三 塁 打 | 本 塁 打 | 塁 打 | 打 点 | 盗 塁 | 盗 塁 死 | 犠 打 | 犠 飛 | 四 球 | 敬 遠 | 死 球 | 三 振 | 併 殺 打 | 打 率 | 出 塁 率 | 長 打 率 | O P S |
| ---------- | ---------- | ----- | ----- | ----- | ----- | ----- | -------- | -------- | -------- | ----- | ----- | ----- | -------- | ----- | ----- | ----- | ----- | ----- | ----- | -------- | ----- | -------- | -------- | ----- |
| 1995       | 阪神       | 35    | 49    | 42    | 4     | 8     | 2        | 0        | 1        | 13    | 6     | 0     | 1        | 1     | 1     | 5     | 0     | 0     | 12    | 0        | .190  | .271     | .310     | .580  |
| 1996       | 阪神       | 76    | 165   | 150   | 17    | 36    | 6        | 1        | 3        | 53    | 10    | 4     | 0        | 5     | 0     | 10    | 0     | 0     | 34    | 1        | .240  | .288     | .353     | .641  |
| 1997       | 阪神       | 32    | 31    | 30    | 2     | 2     | 0        | 0        | 1        | 5     | 2     | 0     | 0        | 1     | 0     | 0     | 0     | 0     | 8     | 0        | .067  | .067     | .167     | .233  |
| 1998       | 阪神       | 38    | 60    | 50    | 2     | 7     | 1        | 0        | 0        | 8     | 0     | 0     | 0        | 6     | 0     | 4     | 0     | 0     | 16    | 2        | .140  | .204     | .160     | .364  |
| 1999       | 阪神       | 13    | 18    | 15    | 4     | 3     | 0        | 0        | 1        | 6     | 4     | 1     | 0        | 0     | 0     | 3     | 0     | 0     | 4     | 0        | .200  | .333     | .400     | .733  |
| 2000       | 阪神       | 62    | 209   | 181   | 20    | 43    | 8        | 3        | 2        | 63    | 12    | 2     | 1        | 13    | 0     | 15    | 1     | 0     | 32    | 4        | .238  | .296     | .348     | .644  |
| 2001       | 西武       | 4     | 10    | 9     | 0     | 2     | 0        | 0        | 0        | 2     | 1     | 0     | 0        | 0     | 0     | 0     | 0     | 1     | 3     | 1        | .222  | .300     | .222     | .522  |
| 2002       | 西武       | 54    | 146   | 137   | 18    | 38    | 8        | 2        | 3        | 59    | 14    | 4     | 2        | 2     | 0     | 7     | 0     | 0     | 28    | 3        | .277  | .313     | .431     | .743  |
| 2003       | 西武       | 68    | 198   | 172   | 28    | 49    | 10       | 0        | 7        | 80    | 32    | 3     | 0        | 4     | 2     | 20    | 0     | 0     | 41    | 2        | .285  | .356     | .465     | .821  |
| 2004       | 西武       | 43    | 125   | 101   | 21    | 31    | 8        | 1        | 4        | 53    | 20    | 1     | 1        | 1     | 3     | 20    | 0     | 0     | 21    | 3        | .307  | .411     | .525     | .936  |
| 2005       | 西武       | 18    | 46    | 42    | 5     | 10    | 1        | 0        | 1        | 14    | 4     | 0     | 0        | 0     | 1     | 3     | 0     | 0     | 13    | 2        | .238  | .283     | .333     | .616  |
| 2006       | 西武       | 76    | 227   | 195   | 21    | 45    | 8        | 1        | 5        | 70    | 28    | 1     | 1        | 1     | 2     | 28    | 0     | 1     | 36    | 5        | .231  | .327     | .359     | .686  |
| 2007       | 西武       | 33    | 83    | 70    | 6     | 17    | 5        | 0        | 0        | 22    | 5     | 0     | 1        | 3     | 1     | 8     | 0     | 1     | 17    | 1        | .243  | .325     | .314     | .639  |
| 2008       | 西武       | 55    | 103   | 93    | 15    | 24    | 4        | 0        | 2        | 34    | 9     | 1     | 1        | 4     | 1     | 3     | 0     | 2     | 23    | 2        | .258  | .293     | .366     | .659  |
| 2009       | 西武       | 49    | 132   | 115   | 9     | 23    | 5        | 0        | 5        | 43    | 11    | 0     | 0        | 2     | 0     | 14    | 0     | 1     | 32    | 7        | .200  | .292     | .374     | .666  |
| 2010       | 西武       | 57    | 126   | 109   | 14    | 36    | 5        | 1        | 3        | 52    | 17    | 2     | 1        | 3     | 1     | 13    | 0     | 0     | 24    | 4        | .330  | .398     | .477     | .875  |
| 2011       | 西武       | 56    | 86    | 76    | 3     | 16    | 4        | 0        | 1        | 23    | 19    | 0     | 0        | 0     | 2     | 7     | 2     | 1     | 19    | 0        | .211  | .279     | .303     | .582  |
| 2012       | 西武       | 12    | 16    | 15    | 0     | 2     | 0        | 0        | 0        | 2     | 2     | 0     | 0        | 0     | 0     | 1     | 0     | 0     | 3     | 1        | .133  | .188     | .133     | .321  |
| 通算：18年 | 通算：18年 | 781   | 1830  | 1602  | 189   | 392   | 75       | 9        | 39       | 602   | 196   | 19    | 9        | 46    | 14    | 161   | 3     | 7     | 366   | 38       | .245  | .314     | .376     | .692  |

### 年度別守備成績
| 年 度 | 一塁  | 一塁  | 一塁  | 一塁  | 一塁  | 一塁     | 二塁  | 二塁  | 二塁  | 二塁  | 二塁  | 二塁     | 三塁  | 三塁  | 三塁  | 三塁  | 三塁  | 三塁     | 遊撃  | 遊撃  | 遊撃  | 遊撃  | 遊撃  | 遊撃     |
| 年 度 | 試 合 | 刺 殺 | 補 殺 | 失 策 | 併 殺 | 守 備 率 | 試 合 | 刺 殺 | 補 殺 | 失 策 | 併 殺 | 守 備 率 | 試 合 | 刺 殺 | 補 殺 | 失 策 | 併 殺 | 守 備 率 | 試 合 | 刺 殺 | 補 殺 | 失 策 | 併 殺 | 守 備 率 |
| ----- | ----- | ----- | ----- | ----- | ----- | -------- | ----- | ----- | ----- | ----- | ----- | -------- | ----- | ----- | ----- | ----- | ----- | -------- | ----- | ----- | ----- | ----- | ----- | -------- |
| 1995  | -     | -     | -     | -     | -     | -        | 2     | 1     | 1     | 0     | 1     | 1.000    | -     | -     | -     | -     | -     | -        | 16    | 8     | 18    | 1     | 4     | .963     |
| 1996  | -     | -     | -     | -     | -     | -        | 68    | 103   | 148   | 6     | 34    | .977     | -     | -     | -     | -     | -     | -        | -     | -     | -     | -     | -     | -        |
| 1997  | -     | -     | -     | -     | -     | -        | 4     | 9     | 10    | 0     | 2     | 1.000    | 1     | 1     | 0     | 0     | 0     | 1.000    | 11    | 5     | 10    | 1     | 1     | .938     |
| 1998  | -     | -     | -     | -     | -     | -        | 29    | 42    | 39    | 2     | 4     | .976     | -     | -     | -     | -     | -     | -        | -     | -     | -     | -     | -     | -        |
| 1999  | -     | -     | -     | -     | -     | -        | 10    | 10    | 8     | 0     | 3     | 1.000    | 1     | 0     | 1     | 0     | 0     | 1.000    | -     | -     | -     | -     | -     | -        |
| 2000  | -     | -     | -     | -     | -     | -        | 61    | 112   | 156   | 3     | 25    | .989     | -     | -     | -     | -     | -     | -        | 3     | 6     | 6     | 3     | 1     | .800     |
| 2001  | -     | -     | -     | -     | -     | -        | 4     | 3     | 10    | 0     | 3     | 1.000    | -     | -     | -     | -     | -     | -        | -     | -     | -     | -     | -     | -        |
| 2002  | -     | -     | -     | -     | -     | -        | 18    | 26    | 46    | 0     | 6     | 1.000    | 31    | 19    | 36    | 0     | 4     | 1.000    | -     | -     | -     | -     | -     | -        |
| 2003  | -     | -     | -     | -     | -     | -        | 42    | 57    | 109   | 1     | 20    | .994     | 16    | 4     | 13    | 2     | 0     | .895     | 3     | 3     | 7     | 1     | 2     | .909     |
| 2004  | -     | -     | -     | -     | -     | -        | 9     | 8     | 26    | 0     | 4     | 1.000    | 17    | 13    | 27    | 3     | 3     | .930     | -     | -     | -     | -     | -     | -        |
| 2005  | -     | -     | -     | -     | -     | -        | 8     | 10    | 15    | 1     | 4     | .962     | 5     | 1     | 7     | 0     | 0     | 1.000    | -     | -     | -     | -     | -     | -        |
| 2006  | -     | -     | -     | -     | -     | -        | 18    | 30    | 34    | 0     | 6     | 1.000    | 44    | 20    | 56    | 1     | 3     | .987     | -     | -     | -     | -     | -     | -        |
| 2007  | -     | -     | -     | -     | -     | -        | 11    | 18    | 17    | 1     | 2     | .972     | 18    | 7     | 35    | 2     | 1     | .955     | -     | -     | -     | -     | -     | -        |
| 2008  | 19    | 95    | 6     | 0     | 3     | 1.000    | 15    | 14    | 21    | 1     | 3     | .972     | 4     | 5     | 7     | 0     | 0     | 1.000    | -     | -     | -     | -     | -     | -        |
| 2009  | 33    | 223   | 11    | 1     | 18    | .996     | 4     | 6     | 8     | 0     | 2     | 1.000    | 4     | 2     | 2     | 0     | 0     | 1.000    | -     | -     | -     | -     | -     | -        |
| 2010  | 29    | 171   | 10    | 0     | 12    | 1.000    | -     | -     | -     | -     | -     | -        | 15    | 4     | 14    | 1     | 1     | .947     | -     | -     | -     | -     | -     | -        |
| 2011  | 16    | 77    | 11    | 2     | 7     | .978     | -     | -     | -     | -     | -     | -        | -     | -     | -     | -     | -     | -        | -     | -     | -     | -     | -     | -        |
| 通算  | 97    | 566   | 38    | 3     | 40    | .995     | 303   | 449   | 648   | 15    | 119   | .986     | 156   | 76    | 204   | 9     | 12    | .969     | 33    | 22    | 41    | 6     | 8     | .913     |

### 表彰
- 日本シリーズ優秀選手賞：1回 （2008年）

### 記録
- 初出場：1995年4月11日、対広島東洋カープ1回戦（阪神甲子園球場）、9回裏に仲田幸司の代打として出場
- 初打席・初安打：同上、9回裏に大野豊から
- 初打点：1995年5月6日、対広島東洋カープ5回戦（広島市民球場）、6回表にロビンソン・チェコから
- 初先発出場：1995年6月8日、対ヤクルトスワローズ12回戦（明治神宮野球場）、8番・遊撃手として先発出場
- 初本塁打：1995年8月3日、対ヤクルトスワローズ21回戦（阪神甲子園球場） 8回裏に石井一久から
- 初盗塁：1996年5月11日、対読売ジャイアンツ7回戦（阪神甲子園球場）、9回裏に二盗（投手：マリオ・ブリトー、捕手：村田真一）

### 背番号
- 2 （1994年 - 1999年）
- 00 （2000年 - 2001年途中）
- 15 （2001年途中 - 同年終了）
- 23 （2002年）
- 8 （2003年 - 2012年）
- 89 （2019年 - 2020年）

### 登録名
- 平尾 博司 （ひらお ひろし、1994年 - 2001年、2019年 - 2020年）
- 平尾 博嗣 （ひらお ひろし、2002年 - 2012年）

### 登場曲
- 『FIFA Anthem』 / フランツ・ランベルト
- 『Boom, Boom, Boom, Boom!!（英語版）』 / Vengaboys（英語版）[18]
- 『学園天国』 / フィンガー5

## 関連情報

### 出演番組

#### テレビ
- LIONS CHANNEL（2013年1月14日 - 2018年12月18日、テレ玉） 隔週レギュラー

#### ラジオ
- 平尾博嗣 Reach Your Dreams（2013年1月6日 - 2018年10月28日、FM NACK5）　※SPO-NOW内包番組